# Sant Esteve de Bordils
Sant Esteve de Bordils és l'església parroquial del municipi de Bordils, al Gironès. És d'estil gòtic amb detalls renaixentistes i està dedicada a Sant Esteve. Fou edificada durant la segona meitat del segle xvi (una llinda de la porta té una inscripció segons la qual fou començada el 1561). És una obra de Bordils (Gironès) declarada bé cultural d'interès nacional.

## Descripció

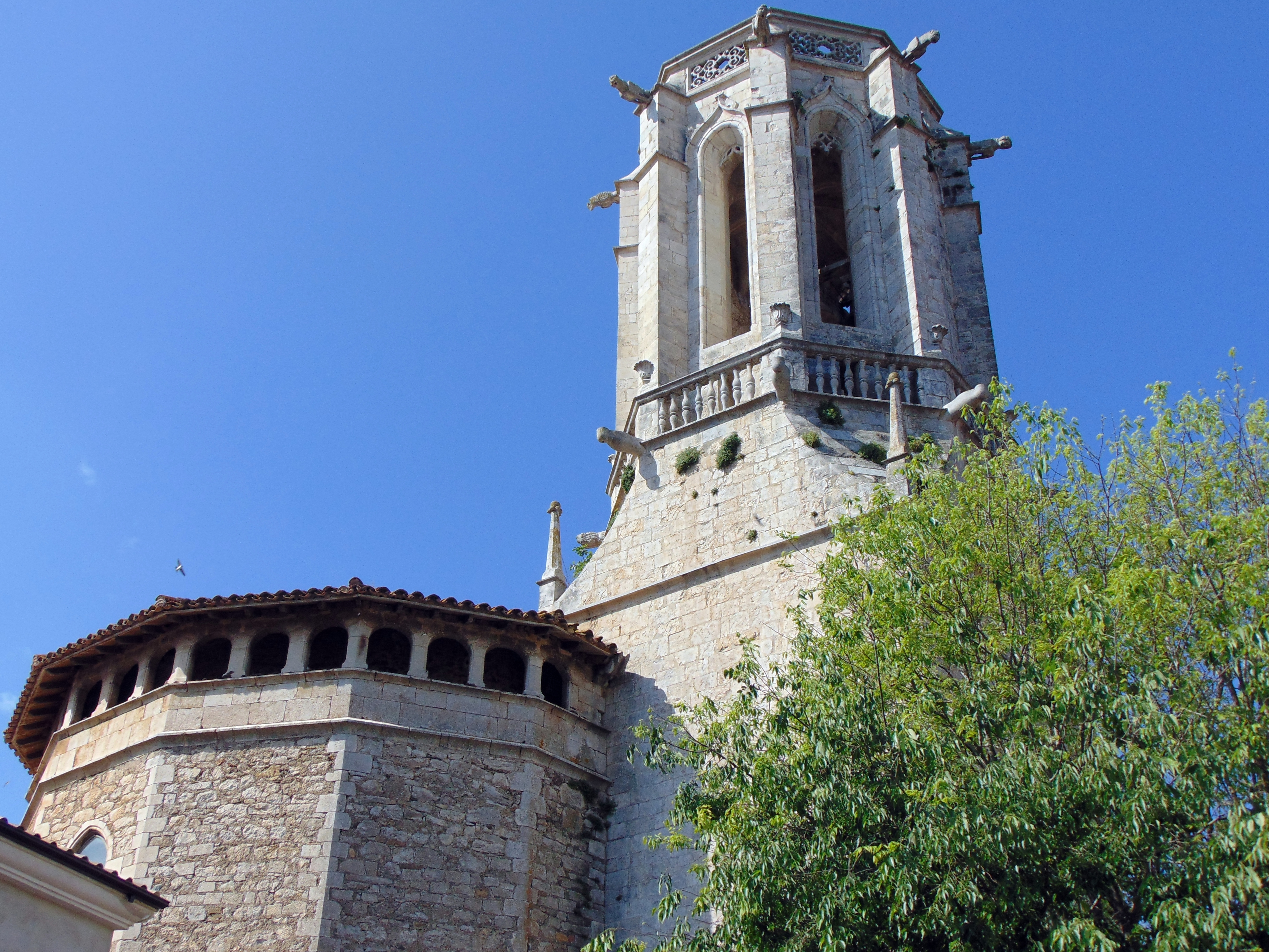
Detall del campanar

L'edifici és d'estil gòtic tardà amb alguns detalls d'influència renaixentista feta amb obra és de carrers de pedra i la coberta de teula. És d'una sola nau coberta amb voltes de creuaria i amb claus centrals estan decorades amb els escuts de Bordils, el del Papa i el de Catalunya. Els arrencaments dels arcs de la volta són cisellats amb figures d'animals. Hi ha tres capelles a cada lateral, cobertes amb arcs de mig punt construïdes al segle xviii. El campanar presenta un basament de planta quadrada i la part superior octogonal, amb arcades apuntades, rematat amb gàrgoles i barana calada. Flanquejant la façana principal, en el coronament hi ha dues garites de caràcter defensiu, que s'han datat del segle xvi, i estan situades en cada un dels angles i unides per una galeria.
La porta d'accés a la sagristia, situada en un lateral de l'absis, és d'estil renaixentista, amb frontó, tríglifs i mètopes. A la capella del sagrari hi ha un altar neogòtic.
La pica baptismal està feta de pedra de "Girona". D'estil barroc, és llisa i fa uns 100 cm d'alçada per 95 cm de diàmetre. Està col·locada al presbiteri de l'altar major de l'església.
Són interessants les impostes decorades, a l'arrencada de l'arc que sosté el cor, representant els sants patrons de l'església i Sant Jaume.
Conserva diverses imatges de sants, com un Sant Josep amb el Nen; la Mare de Déu del Roser, que podria provenir d'una altra església; un Sant Esteve, restaurat els anys 1980 i una altra Mare de Déu del Roser, feta pel taller de Llimona.

## Història
A la llinda de la porta principal hi ha la inscripció: "VVY QUE COMTAM X4 DEL MES DE SETEMBRE DEL ANY 1561 SE COMENSÁ LA ESGLESIA PARROCHIAL". I també a la portalada hi ha dos medallons de pedra, en un s'hi pot llegir "MESTRA/JAVME/BVSQVETS" i en l'altre també hi ha un nom il·legible, tot i que possiblement indica els noms dels constructors de l'església (Botet i Sisó).
A l'interior hi havia una altar major d'estil renaixentista que fou cremat durant la Guerra Civil. Els tres escuts de les claus centrals de la volta de l'interior de la nau, corresponen a l'escut de